# Hypergolique

Un silo d'hydrazine.

Les ergols hypergoliques sont des couples de composés chimiques qui, lorsqu'ils entrent en contact mutuel, autocatalysent leur oxydoréduction (combustion). Le mélange s'enflamme spontanément.
Des ergols tels que l'hydrazine H2N-NH2, la MMH (monométhylhydrazine H2N-NHCH3) et l'UDMH (diméthylhydrazine asymétrique H2N-N(CH3)2) sont hypergoliques avec le NTO (peroxyde d'azote N2O4), l'IRFNA (acide nitrique fumant rouge inhibé) ou encore le pentafluorure de chlore ClF5.

## Applications dans le spatial
Les carburants hypergoliques sont utilisés dans la propulsion spatiale car ils n'ont pas besoin de dispositif d'allumage. Cela permet de concevoir des moteurs-fusées simples, pouvant être mis en marche et puis arrêtés à volonté, simplement en ouvrant et refermant l'alimentation en ergols dans la chambre de combustion. On peut de la sorte produire des poussées dosées avec précision, en limitant les débits et/ou la durée, pour manœuvrer des engins spatiaux. En termes de rapport masse/énergie, l'efficacité de ces produits est notablement inférieure à celle des ergols cryogéniques, mais ils ont l'avantage d'être stockables à température ambiante. Ils imposent cependant des précautions particulières car ils font appel à des comburants toxiques et extrêmement corrosifs.
Il est aussi possible d’utiliser un mélange hypergolique dans un autre but que la propulsion principale. Par exemple, même si le moteur Merlin 1B de SpaceX n’utilise pas un mélange carburant/oxydant hypergolique, le dispositif d’allumage est basé sur l’hypergolicité. Ce moteur utilise un mélange de triéthylaluminium et de triéthylborane, qui est hypergolique en contact avec l’oxygène liquide, utilisé comme oxydant.

### Combinaisons carburant/oxydant utilisées dans la propulsion spatiale
| Période d'utilisation     | Pays                                          | Nom du moteur     | Carburant                                                     | Oxydant                                                                            |
| ------------------------- | --------------------------------------------- | ----------------- | ------------------------------------------------------------- | ---------------------------------------------------------------------------------- |
| Années 1950               | États-Unis                                    | AJ-10             | Aérozine 50                                                   | Peroxyde d'azote                                                                   |
| Années 1950               | États-Unis                                    | LR-91-5,7,9,11    | Aérozine 50                                                   | Peroxyde d'azote                                                                   |
| Années 1960               | Allemagne (Europe)                            | Astris            | Aérozine 50                                                   | Peroxyde d'azote                                                                   |
| Années 1960               | Union des républiques socialistes soviétiques | RD-0210, 253, 270 | UDMH                                                          | Peroxyde d'azote                                                                   |
| Années 1970               | Chine                                         | YF-20             | UDMH                                                          | Peroxyde d'azote                                                                   |
| Années 1970               | Inde                                          | Vikas             | UH-25                                                         | Peroxyde d'azote                                                                   |
| Années 1970               | France                                        | Viking            | UDMH ou UH 25                                                 | Peroxyde d'azote                                                                   |
| Années 1980               | Union des républiques socialistes soviétiques | S5.92,5.98M       | UDMH                                                          | Peroxyde d'azote                                                                   |
| Années 1990               | Allemagne (Europe)                            | Aestus            | UDMH                                                          | Peroxyde d'azote                                                                   |
| Années 2010               | États-Unis                                    | Draco             | UDMH                                                          | Peroxyde d'azote                                                                   |
| Années 1960 - Années 1980 | Union des républiques socialistes soviétiques | Missile R-21      | Mélange en masse de 50 % de triéthylamine et 50 % de xylidine | Mélange en masse de 73 % d'acide nitrique fumant rouge et 23 % de peroxyde d'azote |

Source.